# Kajaani

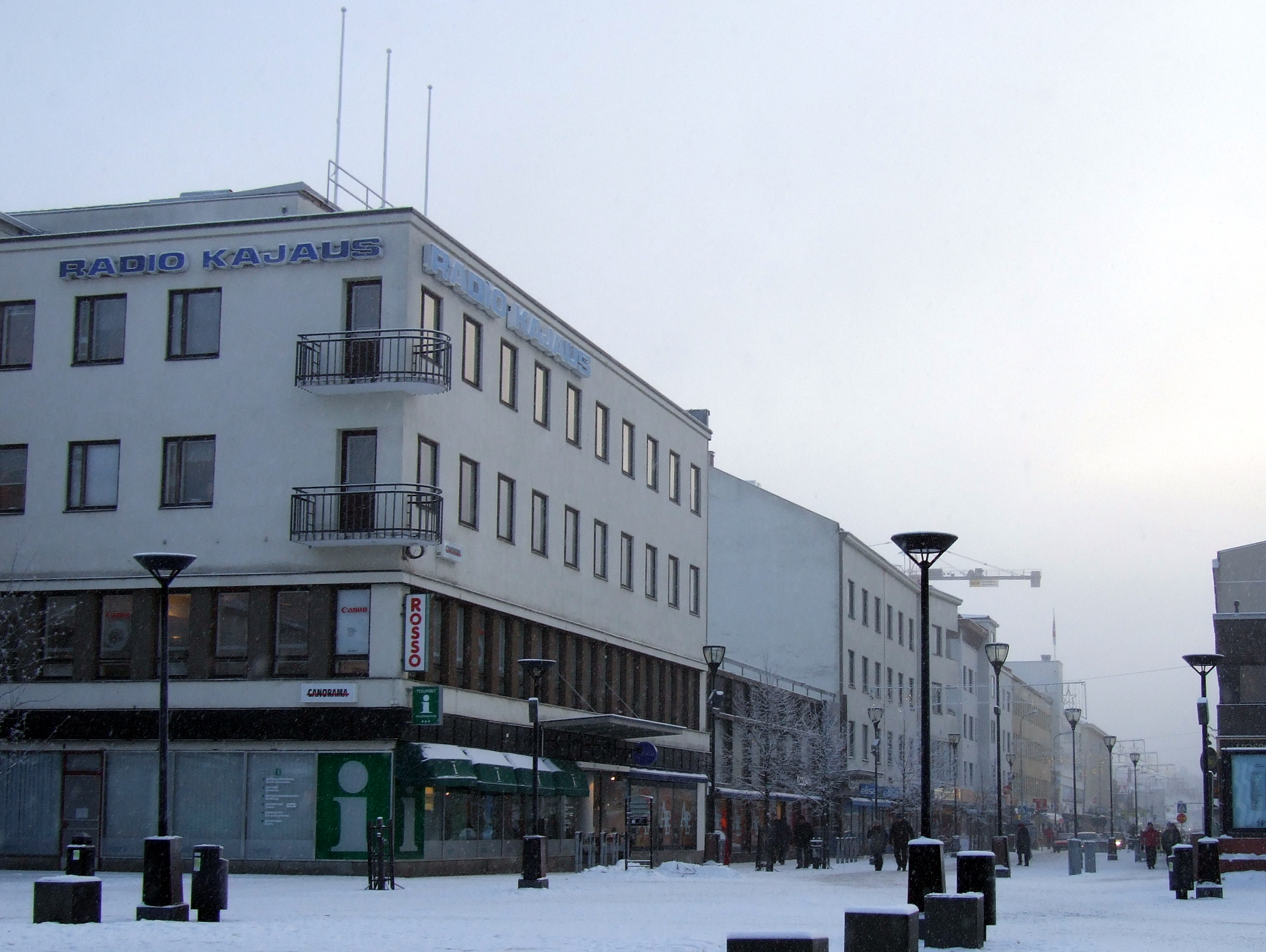
Straße in Kajaani

Kajaani [ˈkɑjɑːni] (schwed. Kajana) ist eine Stadt in der Mitte Finnlands mit 36.297 Einwohnern (Stand 31. Dezember 2022).
Sie liegt am Fluss Kajaaninjoki, der in nordwestlicher Richtung in den Oulujärvi (deutsch: „Oulusee“) mündet, dessen Abfluss wiederum der Oulujoki bildet. Kajaani ist Zentrum der Landschaft Kainuu. Elias Lönnrot, der Ersteller des finnischen Nationalepos Kalevala, wirkte in Kajaani als Amtsarzt und unternahm von hier aus seine Forschungsreisen nach Karelien. Seit der Eingemeindung der Gemeinde Vuolijoki im Jahr 2007 umfasst das Stadtgebiet eine Fläche von 2265,5 Quadratkilometern. Gesprochen wird ausschließlich Finnisch.
Kajaani wurde 1651 wie viele andere finnische Städte vom schwedischen Generalgouverneur Per Brahe gegründet. Große Bedeutung erlangte damals der Handel mit Holzteer. Dieser wurde in Teerfässern über den Oulujärvi und Oulujoki zur Küste des Bottnischen Meerbusens bei Oulu gebracht, wo er dann nach ganz Europa verschifft wurde, um ihn zum Abdichten von Schiffsfugen zu verwenden (kalfatern).
Sehenswürdigkeiten in der Stadt sind der Marktplatz mit dem winzigen Rathaus aus Holz, die Burgruine Kajaaninlinna (17. Jh.) auf der kleinen Flussinsel Linnasaari sowie die Kirche von 1896. In der näheren Umgebung Kajaanis befinden sich das Skisportzentrum Vuokatti, die Bilderkirche von Paltaniemi und das Wohnhaus des finnischen Dichters Eino Leino (19./20. Jahrhundert).
Wichtige wirtschaftliche Stütze ist heute die Holzindustrie. Der Flughafen Kajaani befindet sich 8 Kilometer nördlich der Stadt.

## Bildung und Wissenschaft
Die Stadt betreibt mit der Kajaani University of Applied Sciences (KAMK) eine Fachhochschule, die 1992 gegründet wurde. Sie bietet Kurse in Business, Sport, Pflege (Nursing), Tourismus, Technik und Informatik in finnischer und teilweise in englischer Sprache an. Zusammenarbeit mit der Universität Oulu findet in einigen Bereichen statt. Insgesamt werden 9 Bachelorprogramme in Finnisch, 4 Bachelorprogramme in Englisch, fünf Masterprogramme in Finnisch und ein Masterprogramm in Englisch angeboten. Bemerkenswert sind Programme in E-Sport und Game development. Derzeit sind 2200 Studierende an der KAMK eingeschrieben. Die KAMK betreibt weltweit zahlreiche Hochschulpartnerschaften, im deutschsprachigen Raum beispielsweise FH Joanneum (A), FH Kufstein (A), FH Technikum Kärnten (A), Brandenburgische Technische Universität Cottbus-Senftenberg (BTU) (D), Hochschule Albstadt-Sigmaringen (D), Universität Bayreuth (D), Hochschule Bremen (D), Hochschule Harz (FH) (D), Hochschule Heilbronn (D), Hochschule Neu-Ulm (D), Technische Hochschule Mittelhessen (D), Westsächsische Hochschule (D), Duale Hochschule Baden-Württemberg (D), Hochschule Landshut (D), Hochschule Kempten (D), Technische Hochschule Ingolstadt (D).
Das CEMIS – Centre for Measurement and Information Systems ist ein Joint Venture der Universitäten Oulu, Jyväskylä, dem VTT Technical Research Centre of Finland Ltd. and CSC – IT Center for Science Ltd. und dem KAMK. Es bietet Mess- und IT-Lösungen für den Cleantech-Sektor und für Sport, Wohlbefinden und Gesundheitsfürsorge an.
Das von der Regierung betriebene Kainuu-Musikinstitut wurde 1957 gegründet und ist Teil des Kongress- und Kulturzentrums Kaukametsä. Unterrichtet werden Musik und Tanz (Ballett). Zusätzlich zu Kajaani wird an den Standorten Hyrynsalmi, Paltamo, Puolanka, Ristijärvi, Suomussalmi, Vaala und Vuolijoki unterrichtet. Die öffentliche Bibliothek von Kajaani befindet sich in der Kauppakatu-Straße und verfügt über einen kostenlosen Internetzugang sowie über einen mobilen Bibliotheksdienst.

## Städtepartnerschaften
- Östersund, Schweden, seit 1943
- Rostow am Don, Russland, seit 1956
- Schwalm-Eder-Kreis, Deutschland, seit 1973
- Nyíregyháza, Ungarn, seit 1981
- Marquette, Vereinigte Staaten, seit 1997
- Jiujiang, Volksrepublik China, seit 2006

## Persönlichkeiten

### Söhne und Töchter der Stadt
- Ritva Hyöky (1919–1999), Juristin, Richterin und Politikerin
- Maija-Liisa Komulainen (* 1922), Innenarchitektin und Industriedesignerin
- Esko Marttinen (* 1938), Biathlet
- Heikki Flöjt (1943–2000), Biathlet
- Heikki Väisänen (* 1943), Skispringer
- Henrik Flöjt (1952–2005), Biathlet
- Sakari Kukko (* 1953), Jazzmusiker
- Jouko Karjalainen (* 1956), Nordischer Kombinierer
- Olli Huttunen (* 1960), Fußballtorwart
- Helka Riionheimo (* 1967), Linguistin und Hochschullehrerin
- Pekka Suorsa (* 1967), Skispringer
- Jorma Korhonen (* 1968), Judoka
- Marko Korhonen (* 1969), Judoka
- Laura Malmivaara (* 1973), Schauspielerin
- Liisa Rohleder (* 1974), Synchronschwimmerin und Savatekämpferin
- Marko Kemppainen (* 1976), Sportschütze
- Outi Kettunen (* 1978), Biathletin
- Elina Salomäki (* 1981), Volleyballspielerin und -trainerin
- Olli Malmivaara (* 1982), Eishockeyspieler
- Matti Heikkinen (* 1983), Skilangläufer
- Veikko Karppinen (* 1986), Eishockeyspieler
- Tommi Leinonen (* 1987), Eishockeyspieler
- Anne Kyllönen (* 1987), Skilangläuferin
- Joonas Kemppainen (* 1988), Eishockeyspieler
- Satu Tuuli Karhu (* 1994), Schauspielerin
- Arttu Mäkiaho (* 1997), Nordischer Kombinierer

## Freundschaft
Enge freundschaftliche Beziehungen bestehen zwischen der in Kajaani stationierten Brigade Kainnuu und der Gemeinde Oberndorf am Lech in Deutschland.